# ملکئوک
مِلِکِئوک یکی از ایالت‌های کشور جزیره‌ای پالائو در قارهٔ اقیانوسیه است پایتخت این کشور یعنی شهر Ngerulmud در این ایالات واقع شده‌است.

## جغرافیا
این ایالت در کرانهٔ خاوری بزرگ‌ترین جزیرهٔ پالائو یعنی بابـِلدائوب واقع شده است.
ملکئوک از ۷ اکتبر ۲۰۰۶ پایتخت پالائو شد.
پیش از آن شهر کورور پایتخت این کشور بود.

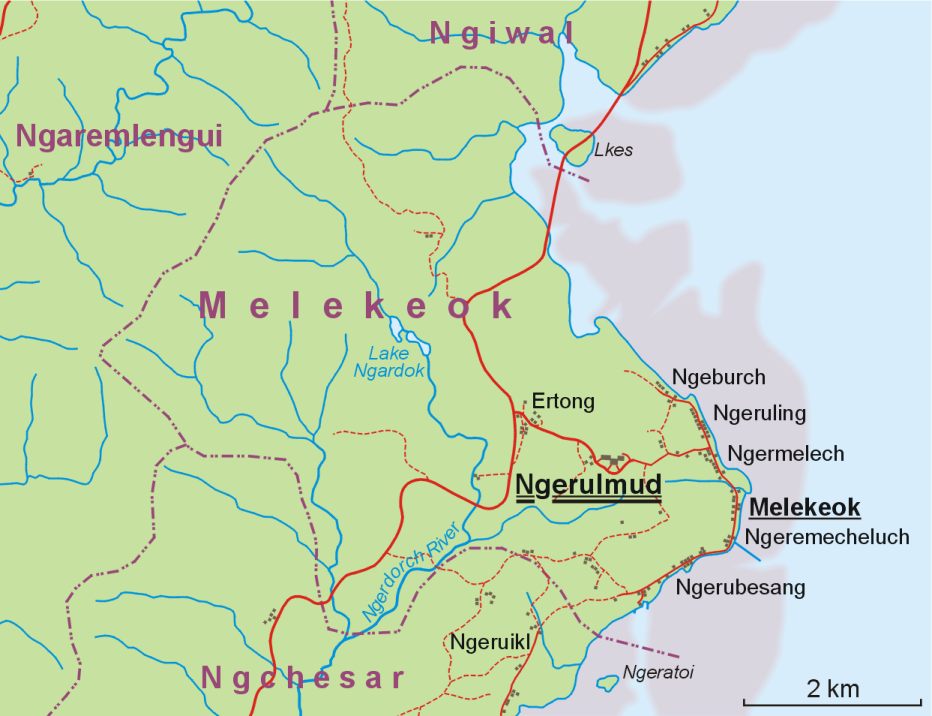

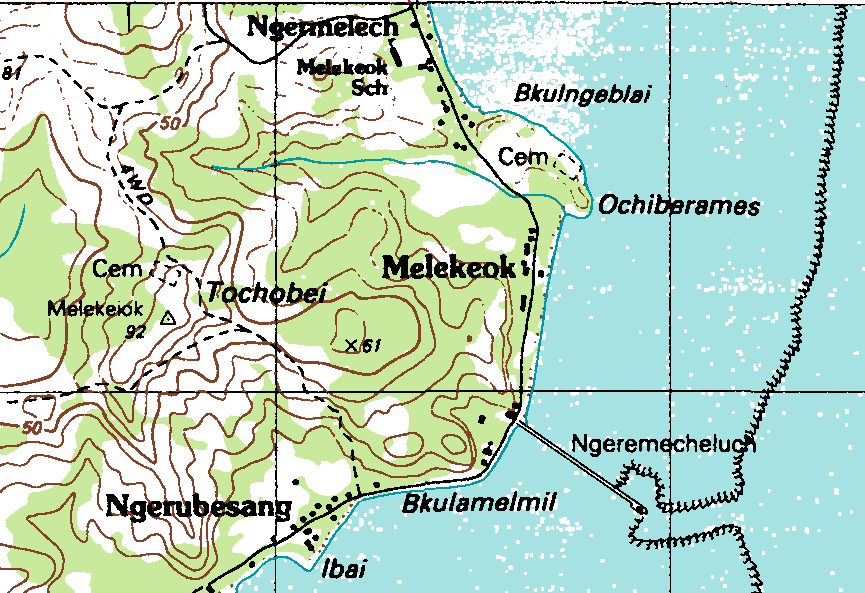